# École normale de musique de Paris

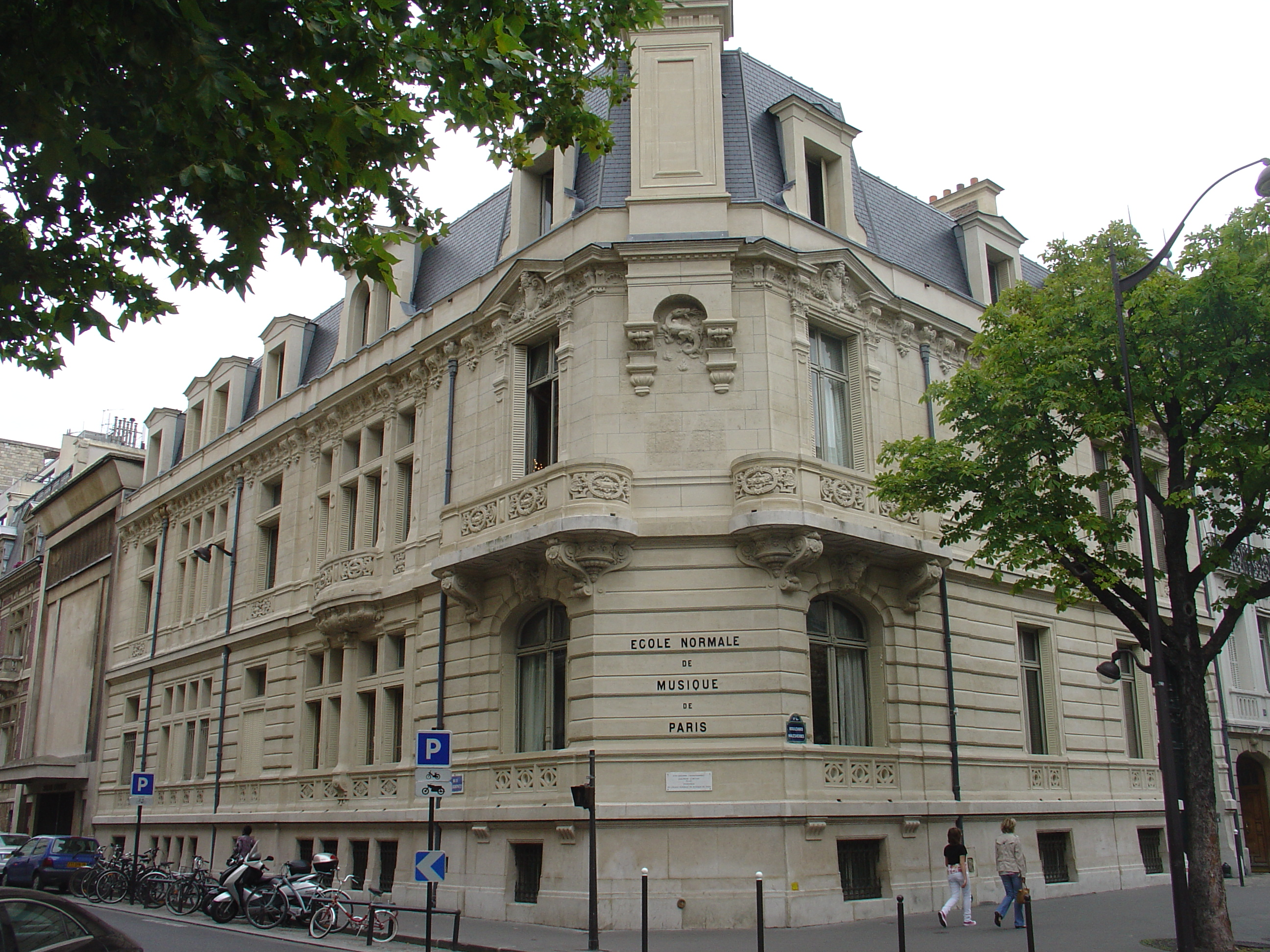
École normale de musique de Paris

École normale de musique de Paris (Narodowa Szkoła Muzyczna w Paryżu) – paryska wyższa uczelnia muzyczna kształcąca w zakresie muzyki. Została utworzona w 1919 roku przez pianistę Alfreda Cortot.

## Wykładowcy
- Bernac, Pierre
- Boulanger, Nadia
- Boschi, Hélène
- Brunhoff, Thierry de
- Caratgé, Fernand
- Casals, Pablo
- Casterède, Jacques
- Cortot, Alfred
- Croiza, Claire
- Damase, Jean-Michel
- Dervaux, Pierre
- Dukas, Paul
- Dutilleux, Henri
- Enescu, George
- Flachot, Reine
- Fontanarosa, Patrice
- Galamian, Ivan
- Gianoli, Reine
- Hahn, Reynaldo
- Heidsieck, Eric
- Honegger, Arthur
- Joy, Geneviève
- Landowska, Wanda
- Lefébure, Yvonne
- Mesplé, Mady
- Messiaen, Olivier
- Micault, Jean
- Münch, Charles
- Navarra, André
- Perretti, Claudine
- Strawinski, Igor
- Taira, Yoshihisa
- Thibaud, Jacques
- Vallin, Ninon

## Absolwenci
- Akl, Walid
- Andia, Rafael
- Armengaud, Jean-Pierre
- Bacewicz, Grażyna
- Badura-Skoda, Paul
- Bardon, Claude
- Boucourechliev, André
- Brunhoff, Thierry de
- Caillat, Maud
- Cambreling, Sylvain
- Carter, Elliott
- Casadesus, Jean-Claude
- Chiu, Frédéric
- Czerny-Stefańska, Halina
- Davy, Jean
- Devoyon, Pascal
- Dumestre, Vincent
- Dumond, Arnaud
- Dussaut, Thérèse
- Eiger, Władysław
- François, Samson
- Guevara, Gerardo
- Inayat Khan, Vilayat
- Le Conte, Piere-Michel
- Lipatti, Dinu
- Lively, David
- Lowenthal, Jerome
- Luzuriaga, Diego
- Petit, Pierre
- Mantovani, Bruno
- Markevitch, Igor
- Miranda, Ana Maria
- Mycielski, Zygmunt
- Naoumoff, Emile
- Périsson, Jean
- Perretti, Claudine
- Rodas, Arturo
- Rodrigo, Joaquín
- Sermet, Husseyn
- Setrak
- Spodenkiewicz, Wiktor
- Szlezer, Marek
- Tagliaferro, Magda
- Wolfensberger, Rita